# Florence Strauss
Florence Strauss est une réalisatrice française.

## Biographie
Florence Strauss est la fille du producteur Jacques-Éric Strauss et la petite fille du producteur Robert Hakim, frère d'André et de Raymond Hakim, également producteurs.
Diplômée en architecture, elle s'oriente vers le cinéma, travaillant d'abord comme assistante de divers réalisateurs (Poussière d'ange d'Édouard Niermans ; Chacun pour toi de Jean-Michel Ribes). 
Son premier long métrage, Dans la cour des grands, sort en 1995.
Elle a réalisé notamment le documentaire Le Blues de l'Orient, qui a obtenu plusieurs récompenses en 2007,.

## Filmographie
- 1985 : Charly (court métrage)
- 1995 : Dans la cour des grands[7]
- 1997 : Le Jugement de Salomon (téléfilm)
- 1998 : Bébé volé (téléfilm)
- 2007 : Le Blues de l'Orient[8]
- 2019 : Le Temps des Nababs (épisode d'une série documentaire)

### Presse
- Thomas Sotinel, « Le Blues de l'Orient : utopie musicale entre Nil et Euphrate », Le Monde, 11 décembre 2007.